# American Men and Women of Science

American Men and Women of Science (33e édition, publié en 2015) est une collection de livres de références biographiques sur les personnalités scientifiques majeures Américaines et Canadiennes, publiée à travers une série d'ouvrages en ligne par Gale.

## Description
American Men and Women of Science présente les profils d'hommes et femmes actuels participant aux développements des sciences physiques et biologiques, ainsi que les scientifiques de la santé publique, ingénieurs, mathématiciens, statisticiens et scientifiques de l'informatique.
D'après Gale, éditeur des ouvrages, les personnes présentées répondent aux critères suivants:
Les scientifiques non-originaire des États-Unis ou du Canada peuvent y être inclus si une part significative de leur recherche fut effectuée sur le territoire Nord-Américain.

## Histoire
La première édition est publiée en 1906 sous le titre « American Men of Science » (« Hommes de Science Américains ») par James McKeen Cattell. En 1971, son nom est changé en « American Men and Women of Science ». (« Hommes et femmes de Science Américains »). En 2020, après 114 années d'existence la série publie son 38e exemplaire,.
Les membres du comité de conseil incluent James E. Bobick (ancien chef de département de Science et Technologie à la Carnegie Library de Pittsburgh); K. Lee Lerner (auteur et éditeur scientifique) et David A. Tyckoson (Vice-Doyen de la Henry Madden Library, California State University).

## Critiques
- Selon Booklist, American Men and Women of Science est la « Cadillac de la biographie scientifique »[6].
- Selon WorldTrade : « American Men and Women of Science [...] demeure sans concurrence dans les chroniques des efforts et accomplissements scientifiques des États-Unis et du Canada »[2].